# Roter Turm (Crimmitschau)

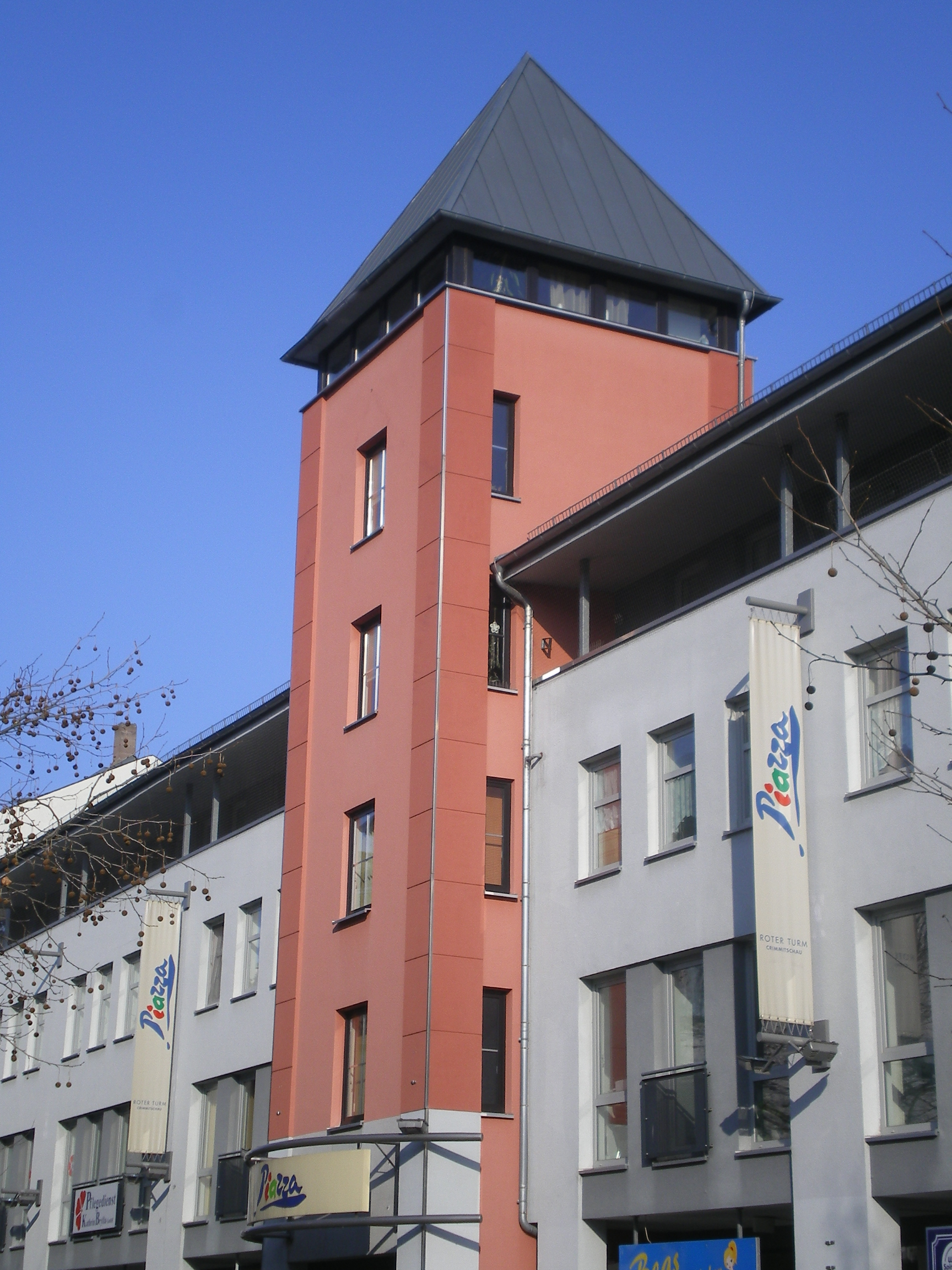
Der neue Rote Turm am alten Standort

Der Rote Turm in Crimmitschau stand einst am heutigen Taubenmarkt. Er wurde trotz heftiger Proteste der Bevölkerung am 5. Oktober 1928 abgebrochen. Im Mittelalter wurde der Rote Turm als Gefängnis und Archiv genutzt.

## Historischer Hintergrund
Rote Türme dienten früher wahrscheinlich der Rechtsprechung. „Rout“ bedeutet auf Mittelhochdeutsch so viel wie Recht. Der Name lässt sich auch nicht auf bauliche Komponenten zurückführen, die sich mehrmals veränderten.

## Abmessungen
Er war 23,85 m hoch und trug eine 3 m hohe und 150 kg schwere Wetterfahne. Sie wurde dem Turm erst im Jahre 1904 zusammen mit der neuen Turmhaube aufgesetzt. Der viereckige Turm hat seine gedrungene Form nie verändert. Der Umfang des Turmes betrug 21,60 m. Je nach Geschosshöhe besaß er eine Mauerstärke zwischen 1,75 unten und 1,45 m oben.

## Geschichte
Früher ging man davon aus, dass der Turm zwischen 1000 und 1100 erbaut wurde. Beim Abriss konnte das Alter des Bauwerkes ermittelt werden. In der Turmmitte wurden in einer höhlenförmigen Aussparung die Scherben von 2 Töpfen, ein Stück Eisen und verschiedene Tierknochen gefunden. Aus der Lage und Beschaffenheit ergab sich, dass die Töpfe bereits zerscherbt eingefügt worden waren. Diese so genannten Bauopfer wurden, wie heutige Grundsteine, als Glücksbringer unter Neubauten eingefügt. Durch den Fund wurde klar, dass der Turm zwischen 1350 und 1400 erbaut worden sein muss.
Ehe der Turm das rote Dach erhielt, bildete ein Zinnenkranz den Abschluss. Ältere Abbildungen zeigen den Turm mit einem Spitzdach.  Das zugehörige obere oder Zwick´sche Tor, wurde bereits 1824 abgerissen. Auf dem Turm befand sich ein so genanntes Betglöckchen, welches morgens und abends geläutet wurde. Nach historischen Aufzeichnung wurde dieses Vorgehen im Jahre 1682 angeordnet.